# Columna de la Inmaculada Concepción

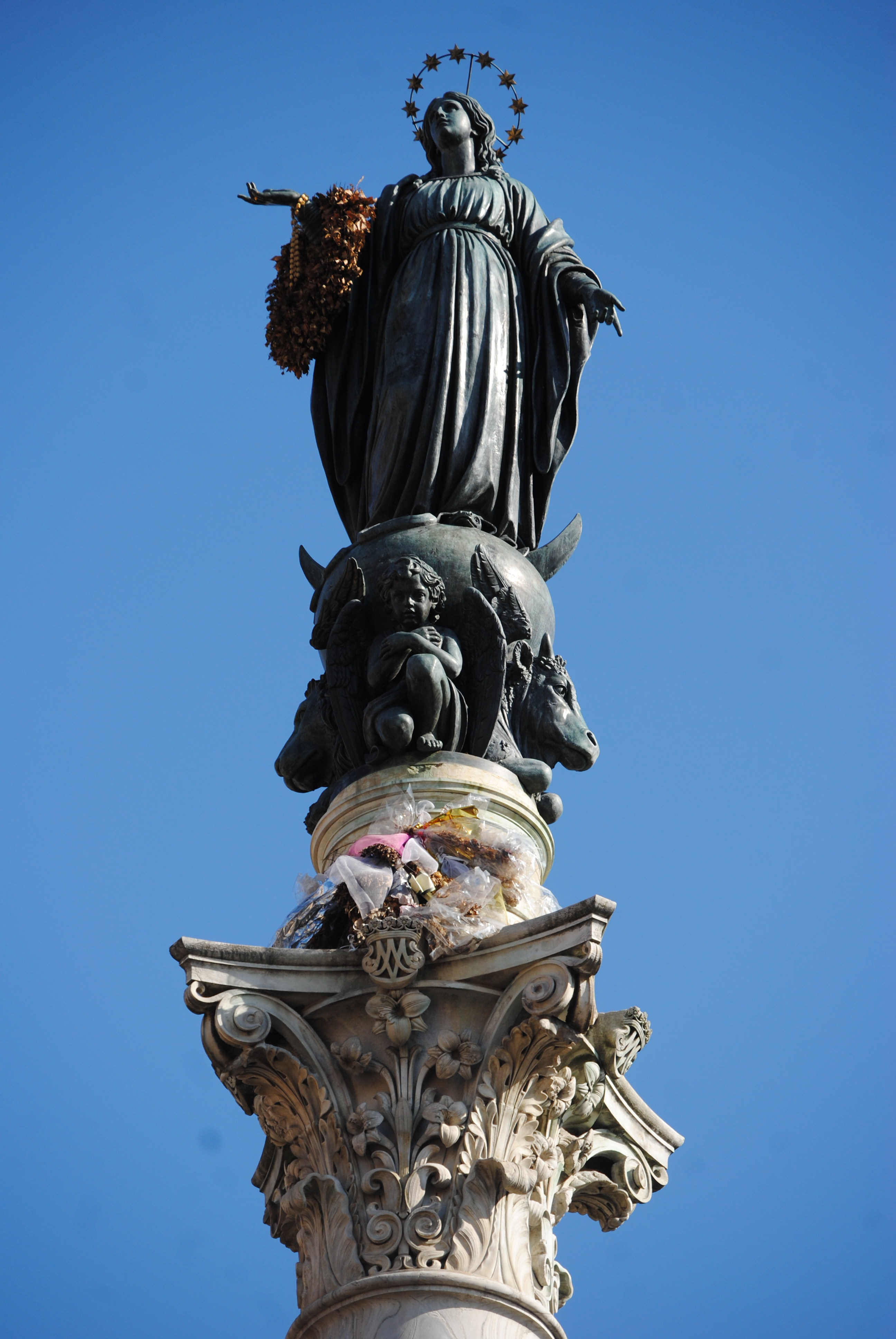
La Virgen María, representada como la Inmaculada Concepción, lleva la corona de flores que ofrecen anualmente los bomberos romanos.

La Columna de la Inmaculada Concepción (en italiano: Colonna della Immacolata Concezione) es un monumento del siglo XIX que representa a la Santísima Virgen María en el centro de Roma, situado en la llamada Piazza Mignanelli, en la parte sureste de la Plaza de España. Fue colocada frente al Palacio de Propaganda Fide que alberga la actual Congregación para la Evangelización de los Pueblos, así como frente a la embajada de España como reconocimiento por parte del pontífice a la defensa que esta nación siempre ha hecho del dogma de fe de la Inmaculada Concepción.
Desde diciembre de 1953, los Pontífices visitan anualmente el monumento y ofrecen un ramo de flores en la base de la columna con ayuda de los bomberos romanos en conmemoración de la festividad de la Inmaculada Concepción.

## Historia
El monumento mariano fue diseñado por el arquitecto Luigi Poletti, y encargado por Fernando II, rey de las Dos Sicilias.En parte, quería poner fin a la disputa entre Nápoles y los Estados Pontificios que se había desarrollado en el siglo pasado, cuando Nápoles abolió la chinea, un tributo anual ofrecido al Papa como soberano máximo de Nápoles.
La columna fue inaugurada el 8 de diciembre de 1857, celebrando el recientemente adoptado dogma de la Inmaculada Concepción de 1854. El dogma había sido ampliamente proclamado ex cathedra a través de la bula papal Ineffabilis Deus del papa Pío IX.

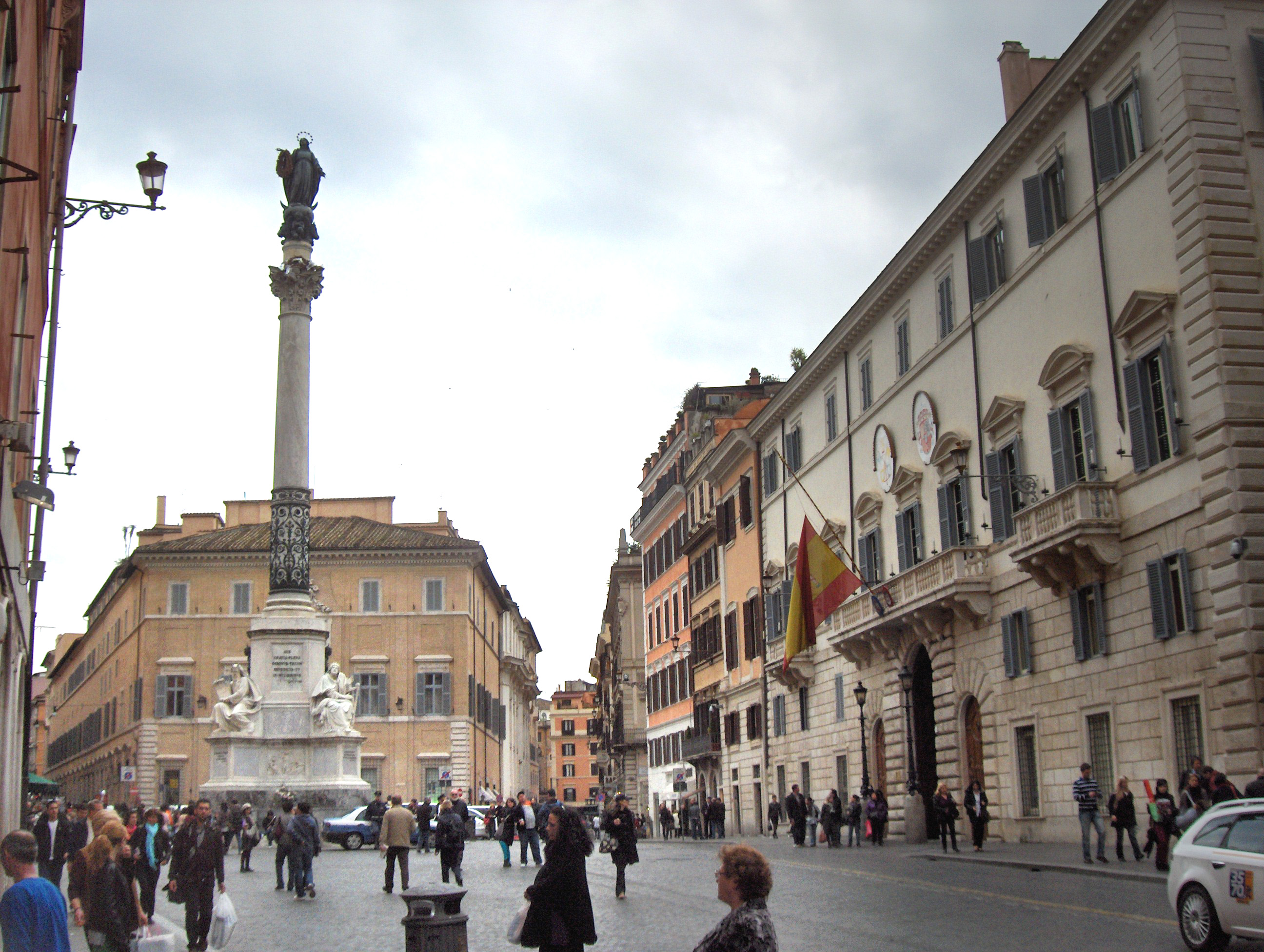
La columna en la Plaza de España con la Embajada española ante la Santa Sede a la derecha.

La estructura es una base cuadrada de mármol con estatuas de figuras bíblicas en las esquinas que sostienen una columna de mármol cipollino de 11,8 metros. Encima de la columna hay una estatua de bronce de la Virgen María, obra de Giuseppe Obici. Se utiliza la imagen estándar de la inmaculada concepción: una virgen sobre una media luna, en lo alto del mundo, pisoteando una serpiente (símbolo de satanás y del pecado original heredado por todos los humanos desde Adán y Eva; excepto la Virgen María perfecta y sin pecado).
La columna corintia fue esculpida en la antigua Roma y descubierta el 17 de septiembre de 1777 durante la construcción del monasterio de la Orden Benedictina de Santa María de la Concepción en el Campo de Marte. Debido a su construcción incompleta, probablemente nunca se había utilizado y tal vez se encontraba entre los restos de un taller de mármol.
La base de mármol presenta cuatro bajorrelieves que recuerdan la Anunciación, el sueño de San José, la coronación de la Virgen y la promulgación del dogma. En la base hay cuatro estatuas de figuras hebreas que presagiaban el nacimiento virginal, cada una acompañada de una cita de un versículo bíblico en latín, que incluye:
- El rey David — por Adamo Tadolini
- Isaías, el Profeta — por Salvatore Revelli
- Ezequiel, el vidente — por Carlo Chelli
- El patriarca Moisés — por Ignazio Jacometti

| Personajes bíblicos situados en la base de la columna |                              |                                |                                  |
|                                                       |                              |                                |                                  |
| Patriarca Moisés de Jacometti                         | El profeta Isaías de Revelli | El Rey David de Adamo Tadolini | Profeta Ezequiel de Carlo Chelli |

En 1922, se levantó una réplica de la columna en el campus de la Universidad de Saint Mary of the Lake en Mundelein, Illinois, Estados Unidos.

## Asociación con los bomberos romanos
La columna fue erigida por los bomberos de la ciudad. Una testigo ocular, Juliana Forbes, escribe: "Estaba de lado y se levantó perpendicularmente. Fue levantada por unos bomberos que hicieron girar algunos cabrestantes y así la levantaron. Había dieciséis hombres en cada cabrestante y una gran cantidad de cabrestantes que, al sonido de una corneta, fueron girados una y otra vez por los bomberos". Esto fue el 18 de diciembre.
Cada 8 de diciembre, día de la festividad de la Inmaculada Concepción, se celebra aquí una ceremonia, a menudo con la presencia del Papa. Tradicionalmente, el Papa coloca un ramo de rosas blancas en la base de la columna y reza por su intercesión para ayudar a todas las personas en su sufrimiento y sus luchas. El Papa Pío XII inició la tradición de enviar una canasta de flores cada año para colocarla en la base de la columna. En 1958, el Papa Juan XXIII comenzó a ir a la Plaza de España para entregar las flores él mismo.
El jefe del cuerpo de bomberos italiano entrega un ramo de flores con el lema "Flammas domamus, donamus Corda " (en español: "Apagamos el fuego entregando nuestro corazón") mientras un camión de bomberos coloca un ramo de flores alrededor del brazo derecho de la estatua de la Virgen María y otro ramo decorado con la etiqueta SPQR en la parte inferior de la estatua. Esto marca el comienzo oficial de la temporada navideña en Roma y en toda Italia.